# 천마로 (포항시)
천마로(Cheonma-ro)는 대한민국 경상북도 포항시 북구 양덕동 중심부를 연결하는 도로이다.

## 노선 경로
- 양덕사거리
  - 새천년대로
- 사거리 명칭 미상
  - 양덕남로
- 사거리 명칭 미상
  - 장량로
    - 남광하우스토리
    - 양덕e편안세상 2차아파트
- 사거리 명칭 미상
  - 신덕로
    - 장량택지지구(공사중)
- 삼거리 명칭 미상
  - 장량중앙로
    - 진입 끝